# Hesam Université
Hautes Écoles Sorbonne Arts et Métiers Université, dite HESAM Université était un établissement public à caractère scientifique, culturel et professionnel parisien constitué sous la forme d'une communauté d'universités et établissements. Créée en 2010 en tant que PRES (pôle de recherche et d'enseignement supérieur (en)) et COMUE depuis 2015, elle est composée de 15 établissements français d’enseignement supérieur, de formation, de recherche et de réseaux d’entreprises.
Cinq thématiques interdisciplinaires structurent la recherche et la formation d'HESAM Université : Industrie et territoires ; Arts, création, conception et patrimoine ; Numérique et société ; Travail, emploi et métiers ; Risque, régulation, qualité et sécurité.
Le 31 janvier 2024, Hesam Université annonce sa dissolution au 30 avril 2024, qui sera suivie de la création d'une convention de coordination territoriale (CCT) entre le Conservatoire national des arts et métiers (Cnam) et l’École nationale supérieure des arts et métiers,. L'établissement est officiellement dissous le 6 juillet 2024.

## Historique
Plusieurs universités et écoles parisiennes commencent à se rapprocher au milieu des années 2000. Une première association voit le jour en 2005 avec la création de Paris Universitas, dont sont membres en particulier l’école des hautes études en sciences sociales et l’école pratique des hautes études. Puis apparaît le pôle Paris Centre Universités dont l’université Paris-I est  membre.
La loi de programme pour la recherche de 2006 permet aux établissements de se regrouper sous la forme d’un pôle de recherche et d'enseignement supérieur (PRES). Alors que la constitution de ces pôles se fait assez vite en province, elle prend du retard à Paris en raison de la multitude d’établissements. Le rapport de Bernard Larrouturou, remis à la ministre de l’enseignement supérieur propose trois pôles à Paris : Sorbonne Paris Cité (issu de Paris Centre Universités), « Hautes études, Sorbonne, Arts et Métiers » (HÉSAM) et les universités Paris-II, Paris-IV et Paris-VI,.
Le pôle de recherche et d’enseignement supérieur (Pres) HESAM est créé en 2010 sous la forme d’un établissement public de coopération scientifique (EPCS). Le Pres regroupe initialement 9 membres fondateurs : le Conservatoire national des arts et métiers (Cnam), l’École française d'Extrême-Orient (EFEO), l’École des hautes études en sciences sociales (EHESS), l’École nationale des chartes (ENC), l’École nationale supérieure d'arts et métiers (Ensam), l’École nationale supérieure de création industrielle (ENSCI-les Ateliers), l’École pratique des hautes études (EPHE), l’École supérieure de commerce de Paris (ESCP Europe), l’Université Paris 1 Panthéon-Sorbonne, ainsi que 3 membres associés : l’École nationale d’administration (ENA), l’Institut national d’histoire de l’art (INHA), l’Institut national du patrimoine (INP) et, à partir de 2011, l’Institut national d’études démographiques (Ined).
En 2012 le projet Idex « Paris Novi Mundi Université » présenté par HESAM dans le cadre du PIA1 (Plan d’Investissement d’Avenir) n’est pas retenu mais est classé, lui permettant de bénéficier d’un financement spécifique consommable de 18 M€ pendant 3 ans visant à définir un nouvel IDEx en 2015 (le projet est alors renommé Paris Nouveaux Mondes – PNM).
En 2013, l’École nationale supérieure d’architecture de Paris-La-Villette (ENSAPLV), le Centre de formation des journalistes, France clusters et l’Institut français de la mode rejoignent HESAM en tant que membres affiliés[réf. nécessaire]. À la suite de la loi de juillet 2013 relative à l’enseignement supérieur et à la recherche, le Pres HESAM prend le statut d’une communauté d'universités et établissements. Le CNRS y est présent comme membre à part entière.
En septembre 2014, l’École pratique des hautes études (EPHE), l’École des hautes études en sciences sociales (EHESS), l’École française d'Extrême-Orient (EFEO), l’École nationale des chartes (ENC) et la FMSH quittent HESAM, pour ensuite rejoindre l'Université PSL. À la suite de ces départs, le projet Paris Nouveaux Mondes est suspendu par l’agence nationale de la recherche (ANR). Le montant de la subvention passe alors de 18 M€ à 14,5 M€ et le terme du financement est fixé au 30 juin 2016 (date prévue initialement pour son éventuelle prolongation)[réf. nécessaire].
En 2017, le périmètre d’HESAM Université voit une dernière évolution majeure avec le retrait de l’Université Paris 1 Panthéon-Sorbonne, de l’ESCP Europe et de l’ENA, ainsi que l’affiliation du CESI et des 4 écoles d’arts appliqués de Paris (École Boulle, École Estienne, École Duperré et ENSAAMA).
En 2018, le CESI, les 4 écoles d’arts appliqués de Paris deviennent membres fondateurs. En 2019, les Compagnons du Devoir et du Tour de France deviennent membre affiliés. En 2021, Paris School of Business devient membre d'HESAM Université.
En 2023, ECAM LaSalle devient membre d'HESAM Université.
Le 30 avril 2024, HESAM Université annonce sa fermeture prochaine. La communauté d'universités et établissements est officiellement dissoute le 6 juillet 2024. Conformément au décret portant dissolution de l'établissement, les biens, droits et obligations ainsi que les personnels d'HESAM Université sont transférés et répartis entre le Conservatoire national des arts et métiers (Cnam) et l’École nationale supérieure d'arts et métiers. Les projets École de la Batterie – ainsi que ses quatre emplois, « 1000 doctorants pour les territoires » ou encore le Pépite HESAM Entreprendre sont transférés au  Conservatoire national des arts et métiers, tandis que le contrat de bail des locaux du 15, rue Soufflot, le programme HESAM 2030 et le Centre Michel Serres sont transférés à l’École nationale supérieure d'arts et métiers.

## Organisation

### Membres d’HESAM Université

#### Membres
Les établissements d'enseignement supérieur et de recherche membres de la communauté sont
- École nationale supérieure d'arts et métiers (ENSAM)
- Conservatoire national des arts et métiers (CNAM)
- CESI
- École Boulle
- École Duperré
- École Estienne
- École nationale supérieure des arts appliqués et des métiers d'art (ENSAAMA)
- École nationale supérieure d'architecture de Paris-La Villette (ENSAPLV)
- École nationale supérieure de création industrielle (ENSCI-Les Ateliers)
- Institut français de la mode (IFM)
- Paris School of Business
- ECAM LaSalle

#### Membres associés
- Centre de formation des journalistes de Paris (CFJ)[20]
- Fondation nationale Entreprise et Performance (FNEP)[20]
- France Clusters[20]
- Compagnons du Devoir et du Tour de France[20]

### Instances
HESAM Université est dirigé par un président et administré par un Conseil d’administration, assisté d’un Conseil des membres et d’un Conseil académique. La mise en œuvre est assurée par un Comité exécutif, constitué du président, des vice-présidents et du délégué général.
- Conseil des membres : 1 représentant par établissement membre
- Conseil d’administration : Lieu de la prise des décisions, après avis du Conseil des membres.
- Conseil académique : Apporte au conseil d’administration, sous la forme d’avis, une réflexion prospective à moyen et long terme sur les orientations de la communauté et sur la mise en œuvre de ses missions en matière de recherche et de formation.
- Comité exécutif : Composé du président, du délégué général, des 4 vice‐présidents (recherche, formation, numérique, développement) et du président du Conseil académique, pour la mise en œuvre des décisions prises par les conseils.

### Présidences
En avril 2014, après le décès de Jean-Claude Colliard, président d’HESAM depuis sa création, Denis Pelletier devient administrateur intérimaire nommé par le recteur d'académie, chancelier des universités de Paris. Le 19 décembre 2014, Laurent Carraro est élu à la présidence.
Le 2 février 2016, Jean-Luc Delpeuch est élu président par le Conseil d’administration pour un mandat de quatre années.
Le 3 février 2020, Michel Terré (d) lui succède pour un mandat de quatre années.

## Formation

### Centre Michel-Serres
Le Centre Michel-Serres, créé par HESAM Université en 2013, assure la formation d’étudiants souhaitant expérimenter l’interdisciplinarité et l’expérience professionnelle au sein d’un seul et même projet. Il réunit des étudiants issus de parcours et d’établissements différents formant ainsi des groupes pluridisciplinaires capables de travailler sur des projets d’innovation. Ces projets ont des commanditaires (entreprises, institutions, administrations…).
Les étudiants peuvent venir au Centre Michel-Serres pour le semestre Michel-Serres (6 mois), le post-master Michel-Serres (1 an) ou bien le master Michel-Serres (2 ans).  

### Pépite HESAM Entreprendre
Depuis 2014, HESAM participe au projet interministériel PEPITE (Pôle étudiant pour l’innovation, le transfert et l’entrepreneuriat). Il délivre le statut national d’étudiant entrepreneur et le diplôme d’étudiant entrepreneur (D2E).
Le PEPITE HESAM Entreprendre développe la culture entrepreneuriale des étudiants de son périmètre et les pré-accompagne dans leurs projets de création et reprise d’entreprise en lien avec ses établissements membres et le monde socio-économique.

### MOOC
À travers ses établissements, HESAM Université propose différents MOOC sur la plateforme nationale FUN MOOC.

## La recherche

### 1000 doctorants pour les territoires
Lauréat de l’AMI « Soutien à l’insertion professionnelle des diplômés en sciences humaines et sociales » du ministère de l'Enseignement supérieur, de la Recherche et de l'Innovation, HESAM a lancé en 2017 le programme « 1000 doctorants pour les territoires ».
Ce programme développe un dispositif d’intermédiation visant le développement du nombre de conventions Cifre financées par les collectivités territoriales et les acteurs publics, les associations, les ONG, demandeurs de compétences en SHS.
Les partenaires d’HESAM Université impliqués dans ce projet sont :
- ANRT (Agence Nationale de la Recherche et de la Technologie), opérateur des conventions pour le compte du ministère de l’Enseignement supérieur et de la Recherche ;
- ABG (Association Bernard-Gregory) ;
- CNFPT (Centre national de la fonction publique territoriale) ;
- ADCIFRE SHS (Association des Doctorants CIFRE en Sciences Humaines et Sociales) ;
- AMRF (Association des maires ruraux de France) ;
- CGET (Commissariat Général à l’Egalité des Territoires);
- ADCF (Assemblée des Communautés de France) ;
- Labo ESS (Labo de l’économie sociale et solidaire) ;
- ANPP (Association Nationale des Pôles d'équilibre territoriaux et ruraux et des Pays)
- AVUF (Association des Villes Universitaires de France)
- PUCA (Plan d'Urbanisme Construction et Architecture)
- Le Labo de l'économie sociale et solidaire
- La 27e région

### Equipex Matrice
L'EquipEx (équipement d’excellence) MATRICE, porté administrativement par HESAM Université, fait travailler ensemble les sciences humaines et sociales, les sciences du vivant et celles de l’ingénierie afin d’étudier les rapports entre mémoire individuelle et mémoire collective, entre le psychique et le social.  Deux événements ont été privilégiés pour cette étude : Seconde Guerre mondiale et 11 septembre 2001.

### Projet 13-Novembre
HESAM Université porte également le projet 13-Novembre qui est un programme de recherche transdisciplinaire qui se déroule sur 12 ans. Son objectif est d’étudier la construction et l’évolution de la mémoire après les attentats du 13 novembre 2015, et en particulier l’articulation entre mémoire individuelle et mémoire collective.

### LABEX IPOPS
À travers l’Ined, HESAM participe au laboratoire d’excellence iPOPs - Individus, Populations, Sociétés.

## Europe et International

### ERASMUS
HESAM Université est signataire de la charte ERASMUS + depuis mars 2017. L’Université développe ainsi des actions de mobilité pour ses dispositifs de formation (Centre Michel-Serres, HESAM Entreprendre), et accompagne ses établissements membres dans des actions de nature stratégique.

### Partenaires
HESAM Université est engagée dans plusieurs partenariats internationaux :
Des MoU (Memorandum of understanding) ont été signés avec :
- Université Tsinghua[34]
- King’s College[35]
- Université de Montréal[36]
- Université de Cologne[37]
- Tunisie : Université de Sfax[38], Université de Tunis[39], Université de la Manouba[40], Université de Tunis El Manar [41].

Lauréate d'un appel à projet Idex-int du ministère de l’Enseignement supérieur, de la Recherche et de l’Innovation (MESRI) encourageant la mobilité étudiante, HESAM Université a mis en place un programme de mobilités sortantes vers la Côte d’Ivoire au moyen de bourses accordées sur appel à projet.

### Textes réglementaires
- Décret no 2010-1751 du 30 décembre 2010 portant création de l'établissement public de coopération scientifique « HÉSAM »
- Décret no 2015-1065 du 26 août 2015 portant approbation des statuts de la communauté d'universités et établissements « HESAM Université »
- Décret no 2019-638 du 24 juin 2019 modifiant le décret no 2015-1065 du 26 août 2015 portant approbation des statuts de la communauté d'universités et établissements « HESAM Université »